# Lobophora nivigerata
Lobophora nivigerata là một loài bướm đêm trong họ Geometridae.